# Шанхайска фондова борса
Шанхайската фондова борса  (опростен китайски: 上海证券交易所, традиционен китайски: 上海證券交易所, съкратено: 上交所, пинин: Shànghǎi Zhèngquàn Jiāoyìsuǒ; на английски: Shanghai Stock Exchange, SSE) е фондова борса, намираща се в Шанхай, Китай.
Тя е сред 2-те китайски фондови борси, като другата е Шенженската фондова борса. Шанхайската фондова борса е 5-ата по големина фондова борса по пазарна капитализация с 2,7 трилиона долара към декември 2010. За разлика от Хонконгската фондова борса, Шанхайската все още не е напълно отворена за чужди инвеститори , заради строги контроли върху капиталовите разчети, които се упражняват от властите в континентален Китай.
Създадена през 1891 г., със сегашното си наименование от 1904 г., борсата преустановява работа през 1949 г. и е възстановена през 26 ноември 1990 г., като започва да оперира фактически през декември 1990 г.